# Chandeni Mandan
Chandeni Mandan (nep. चण्डेनी मण्डन) – gaun wikas samiti w środkowej części Nepalu w strefie Bagmati w dystrykcie Kavrepalanchok. Według nepalskiego spisu powszechnego z 2001 roku liczył on 781 gospodarstw domowych i 3871 mieszkańców (2033 kobiet i 1838 mężczyzn).